# Natalja Razoemovskaja
Natalja Viktorovna Razoemovskaja (Russisch: Наталья Викторовна Разумовская) (Moskou, 18 augustus 1975) is een voormalig freestyleskiester uit Rusland. 
Razoemovskaja was de laatste vrouwelijke wereldkampioen van het in 2000 afgeschafte freestyleski onderdeel acro.

## Resultaten freestyleskiën

### Wereldkampioenschappen
| Jaar | Plaats              | Resultaten |
| ---- | ------------------- | ---------- |
| 1999 | Meiringen-Hasliberg | Acro       |

### Wereldbeker
Eindklasseringen
| Seizoen   | Algemeen         | Acro              |
| --------- | ---------------- | ----------------- |
| 1995/1996 | 10e 90,00 punten | 4e 632,00 punten  |
| 1996/1997 | 32e 65,00 punten | 11e 456,00 punten |
| 1997/1998 | 6e 91,00 punten  | · 364,00 punten   |
| 1998/1999 |                  | · 188,00 punten   |

Wereldbekerzeges
| Datum           | Plaats             | Onderdeel |
| --------------- | ------------------ | --------- |
| 18 januari 1996 | Breckenridge       | Acro      |
| 23 januari 1998 | Whistler Blackcomb | Acro      |